# Гордеев, Владимир Филиппович
Влади́мир Фили́ппович Горде́ев (14 июня 1918, г. Пермь, РСФСР, СССР — 1991, Подольск?) — учёный-физик, доктор технических наук, директор Подольского научно-исследовательского института (1978—1989), один из участников атомного проекта в СССР.
Заведующий сектором, заметитель заведующего отделом оборонной промышленности ЦК КПСС, председатель секции металлоптики при Госкомитете СССР, ветеран ВОВ, участник Парада Победы на Красной площади, полковник. Лауреат Сталинской, Ленинской, Государственной премий.

## Биография

Родился, провёл детство и юность в Перми.
Окончил физико-математический факультет Пермского университета.
Защитив диплом, сразу ушёл на фронт (1941). Участвовал в обороне Москвы в составе зенитной батареи. Служил в 329 зенитном артиллерийском полку, затем в 1747 зенитном артиллерийском полку 54 зенитной артиллерийской дивизии ПВО.
В строю был все годы Великой Отечественной войны, имел награды, закончил её участником Парада Победы на Красной площади в звании старшего лейтенанта (в запас вышел в звании полковника).
После войны, почти с момента зарождения атомного проекта в СССР до 1958 года работал в системе Первого Главного управления Совета министров СССР инженером, старшим инженером, главным технологом комбината, главным инженером — заместителем начальника одного из главных управлений Министерства среднего машиностроения. Затем в течение двадцати лет работал в аппарате ЦК КПСС заведующим подотделом, заведующим сектора оборонной промышленности.
С 1978 по 1989 год был директором Подольского научно-исследовательского института. В то время институт занимается разработкой особо прочных керамических материалов и технологий изготовления изделий из них, а также разработкой изделий металлооптики для мощных лазерных установок и комплексов (по данной тематике В. Ф. Гордеев подготовил диссертацию).

## Избранные работы
- Термоэмиссионные дуговые катоды / В. Ф. Гордеев, А. В. Пустогаров. Москва : Энергоатомиздат, 1988. 191 с.

## Награды
- орден Трудового Красного Знамени.
- орден Трудового Красного Знамени.
- Орден «Знак Почёта».
- орден Отечественной войны II степени (1985)[7].
- Медаль «За победу над Германией в Великой Отечественной войне 1941—1945 годов»[8].
- Сталинская премия [9] и [10] ст. (1953)[11] второй степени (1953) — за разработку и внедрение в промышленность электромагнитного метода разделения изотопов и получение этим методом лития-6
- Ленинская премия (1960).
- Государственная премия СССР (1986).

## Разное
Добился заметных учпехов в спорте. В юности был чемпионом Пермской области в беге на 100 метров; был членом сборной Перми по футболу.